# 賤機焼
賤機焼（しずはたやき）は、静岡県静岡市で焼かれる陶器。
江戸時代初期に太田七郎衛門によって開陶、徳川家康から「賤機焼」の称号を授かり、徳川家の御用窯として繁栄した。しかし、文政の末期、安倍川の洪水によって窯場が流失、以後は衰退の一途を辿った。明治に入って、太田萬二郎の手によって再興が試みられるが、往年の勢いは戻らなかった。しかし、明治時代の中頃に入ると、県が郷土の地場産業再興に乗り出し、八番町で窯業を営んでいた青島庄助が再興させる。二代目五郎が常滑の技術を、三代目秋果が南蛮手という焼締めの技術を採り入れるなど尽力し、民窯として復活した。
なお、古い賤機焼には「鬼福」と呼ばれる意匠が残されている。これは徳川家康が三方ヶ原の戦いので武田軍を駆逐した際、「鬼は外、福は内」と叫びを上げながら戦ったという逸話に因んでいる。太田七郎右衛門がこの話にあやかって、外は鬼瓦の形、内は福面を描いた盃を献上し、家康から賤機焼の称号を受けたと伝わる。

## 賤機焼の特徴
賤機焼は、原料の赤土に鉄分を多く含むため、素地は赤茶色である。そして、その赤をさらに引き立てるため、辰砂や釉裏紅といった技術を用いて、鮮やかな紅色を出す。また、釉薬を一切使わず、焼き締めによる窯変を意匠とした南蛮手も独自の技術であり、表面がゴツゴツしていて、肌合いはかなり荒い。